# Formicinae
Формицини (Formicinae) — підродина мурашок. 

## Опис
Включає мурашок еволюційно найбільш просунутих. Підродина має наступні діагностичні ознаки: стеблинка між грудьми і черевцем складається з одного членика петиолюса, який або вузлоподібним або лускоподібним, іноді із зубцями (більшість Polyrhachis і частина Camponotus). Задня частина клипеуса зазвичай не заходить за місця прикріплення вусиків, лобові борозенки розвинені.
Очі й оцелії добре помітні (оцелій немає у Acropyga), дуже великі очі у Gigantiops. Членики вусиків злегка збільшуються до вершини, але булави немає (виключення — Myrmelachista).
Черевце з 5 сегментів, компактне, закінчується коронулою або вінчиком з групи дрібних волосків (коронули немає у Oecophylla і Gigantiops). Другий сегмент черевця не трубчастий, без перетяжки і без стридуляционного апарату.
Жало редуковане. Кігтики лапок прості без додаткового зубця. Покриви тонкі.
Жилкування крил добре розвинене, набір осередків повний для мурашок. Самці і самиці завжди крилаті.
Формицини поєднують як примітивні риси (кокони, оцелії у робітників, слабка редукція щупиків), так і сильно продвинуті (редукція жала, складні колоніальні структури), включаючи складну поведінку, тісний трофобіоз з попелицями, рабовласницькі (Polyergus або «Амазонки») і соціальнопаразитичні види. Руді лісові мурашки з роду Formica знамениті своїми велетенськими мурашниками, що не мають аналогів у світі безхребетних. Екстремальні модифікації мандибул рідкісні, за винятком довгих щелеп у родів Myrmoteras і Polyergus.

## Таксономія
Підродина Formicinae включає в сумі 4322 таксони, у тому числі 2703 види і 1543 підвиди, будучи другою за цим показником найбільшою підродиною мурашок після Myrmicinae. Ці види об'єднуються в 62 роди і 11 триб.
Відомі декілька десятків викопних видів. У 2000 році був відкритий 1-й представник підродини з крейдяного періоду мезозою (Kyromyrma neffi Grimaldi & Agosti, 2000). Серед інших викопних родів: † Camponotites, † Chaemeromyrma, † Pseudocamponotus, † Glaphyromyrmex, † Protoformica, † Prodimorphomyrmex, † Sicilomyrmex.

### Класифікація
Нижче наведена одна з можливих схем класифікації згідно з сайтом antbase.org [Архівовано 11 серпня 2008 у Wayback Machine.].
- Camponotini
  - Calomyrmex
  - Camponotus
  - Chaemeromyrma
  - Echinopla
  - Forelophilus
  - Opisthopsis
  - Overbeckia
  - Phasmomyrmex
  - Polyrhachis
  - Pseudocamponotus
- Formicini
  - Alloformica
  - Bajcaridris
  - Cataglyphis
  - Formica
  - Polyergus
  - Proformica
  - Protoformica
  - Rossomyrmex
- Gesomyrmecini
  - Gesomyrmex
  - Prodimorphomyrmex
  - Santschiella
  - Sicilomyrmex
- Gigantopini
  - Gigantiops
- Lasiini
  - Acanthomyops
  - Acropyga
  - Anoplolepis
  - Cladomyrma
  - Lasiophanes
  - Lasius
  - Myrmecocystus
  - Prolasius
  - Stigmacros
  - Teratomyrmex
- Melophorini
  - Melophorus
- Myrmecorhynchini
  - Myrmecorhynchus
  - Notoncus
  - Pseudonotoncus
- Myrmoteranini
  - Myrmoteras
- Notostigmatini
  - Notostigma
- Oecophyllini
  - Oecophylla
- Plagiolepidini
  - Agraulomyrmex
  - Aphomomyrmex
  - Brachymyrmex
  - Bregmatomyrma
  - Euprenolepsis
  - Myrmelachista
  - Nylanderia
  - Paraparatrechina
  - Paratrechina
  - Petalomyrmex
  - Plagiolepis
  - Pseudaphomomyrmex
  - Pseudolasius
  - Tapinolepis
- Incertae sedis
  - Eucharis
  - Imhoffia
  - Kyromyrma (викопний: крейдяний період)
  - Leucotaphus
  - Protrechina
  - Tylolasius

## Ресурси Інтернету
- Formicinae at antbase.org [Архівовано 11 серпня 2008 у Wayback Machine.]
- Kye S. Hedlund, Subfamily Formicinae [Архівовано 5 серпня 2011 у Wayback Machine.]